# Pylaisia subcircinata
Pylaisia subcircinata är en bladmossart som beskrevs av Jules Cardot 1911. Pylaisia subcircinata ingår i släktet aspmossor, och familjen Hypnaceae. Inga underarter finns listade i Catalogue of Life.